# オールド・セーラム

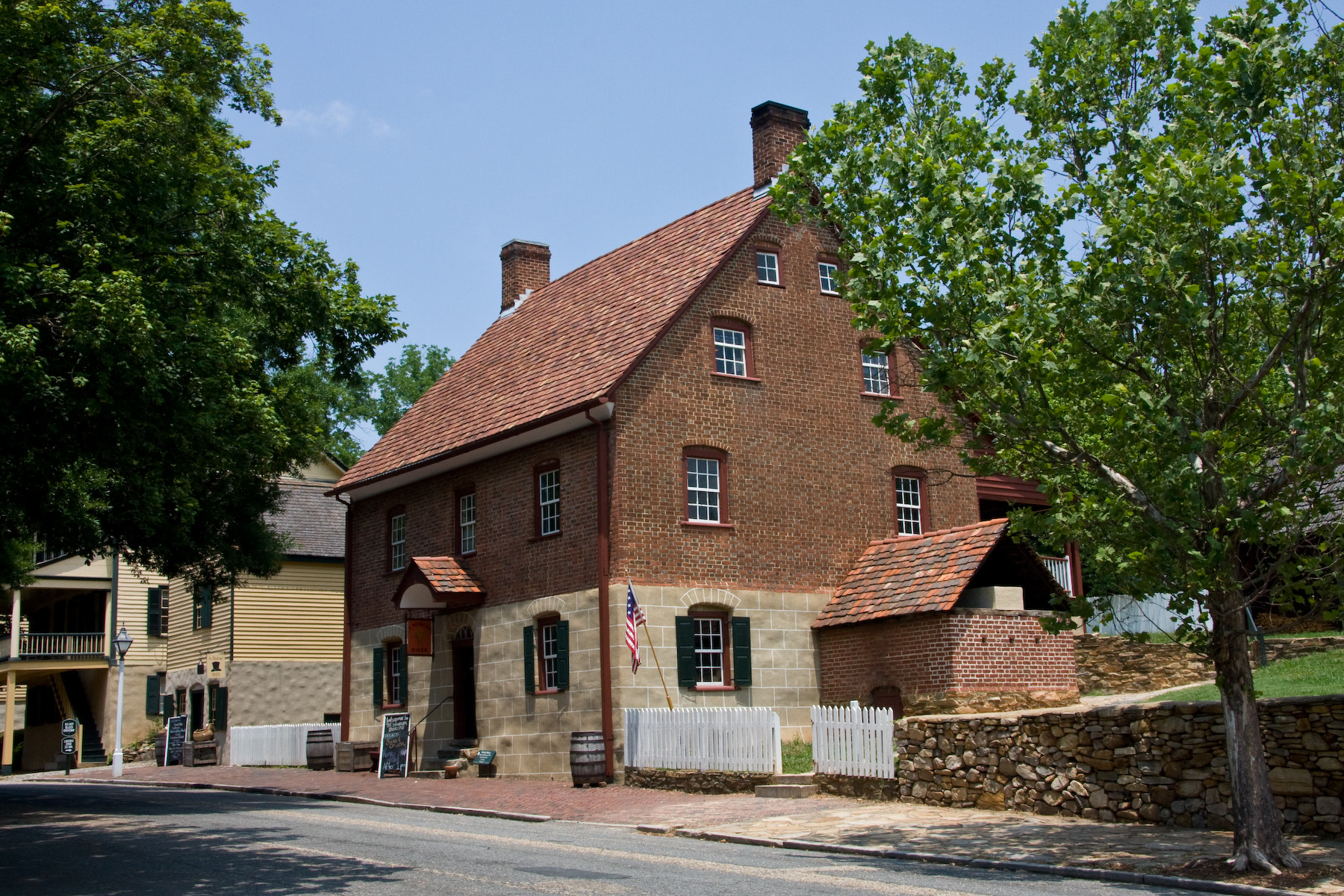
オールド・セーラムの街並み

オールド・セーラム(Old Salem)はアメリカ合衆国のノースカロライナ州ウィンストン・セーラムの歴史的地域。モラヴィア兄弟団の集落を移築し歴史を再現した建物が立ち並ぶ、街全体が博物館(非営利団体オールド・セーラム・ミュージアム・アンド・ガーデンズ運営、オールド・セーラム社企画)となっている。この地域には集落が移築される以前から一般の住民も住んでいるが、1950年に非営利団体が組織された。1966年、オールド・セーラム歴史的地区はアメリカ合衆国国定歴史建造物(NHL)に指定された。この地域では18世紀から19世紀のノースカロライナでのモラヴィア兄弟団の共用の建物、教会、住宅、店舗など植民文化を体現している 。
セーラム・タヴァーンとシングル・ブラザーズ・ハウスの2軒はNHLによって個別に指定されている。歴史的地区は後に拡大され、セント・フィリップス・モラヴィアン教会、シングル・ブラザーズ工業地帯、西セーラム歴史地区などの建物や施設が後から追加指定された。これらの建物や土地の所有者は現在オールド・セーラム社、ワコビア歴史協会、個人、セーラム・アカデミー、セーラム大学、ホーム・モラヴィアン教会、南部モラヴィアン教会に分けられている。

## 歴史的セーラム地区
セーラムは元々、現在のチェコの一部であるボヘミアとモラヴィアの王国のヤン・フス(1369年～1415年)が形成したフス派の支持者により1457年に始められたプロテスタント宗派モラヴィア教会のメンバーにより入植された場所である。1722年、ニコラウス・フォン・ツィンツェンドルフ伯爵、ザクセン貴族達はヘルンフートの土地に亡命者達に家を建てさせた。1735年、北アメリカとして初めてジョージア州サバンナに入植し、1740年、最終的にペンシルベニア州に移動し、ベスレヘム、ナザレス、リティッツなどの街を創立した。さらなる発展のため、教区となる場所を探していた。1753年、ノースカロライナ州のピードモント台地のイギリス人領主の一人、グランヴィルから98,985エーカー (400.58 km2)強の土地を購入し、建設のためベスレヘムから何人かのグループを送り、ノースカロライナ州ベタバラ(『House of Passage 』の意。1753年にノースカロライナ州最初のモラヴィア居住地として計画された場所。1759年、最終的にベタニアに移住。)に一時的住居を建てた。
セーラムは当時ワコビアという名の98,985-エーカー (400.58 km2)の中心地であった。1766年、経済学上、宗教上、行政上の中心となる建物をワコビアに建て始めた。郊外のベタバラ、ベタニア、フライドバーグ、フライドランド、ホープの5つの地域は最終的により田舎となり農業中心となった。セーラムと他の地域のほとんどは、全ての財産権を持ち建設のためのみに土地を貸す教会によって運営されていた。全ての住民が教会のメンバーにならなくてはならず、教義に反する行いをした場合は町から追放されることとなった。行政を司る全ての教会メンバーは忠実に教えを守っている、という記録がベスレヘムとヘルムフートに送られていた。これらの情報のほとんどはノースカロライナ州立公文書保管所により翻訳され13巻から成る『Records of the Moravians in North Carolina (ノースカロライナ州のモラヴィアンの記録)』として発行された。ここに記載された情報はオールド・セーラムへの移築の際や解説などに使われている。
1849年、フォーサイス郡が形成されたがセーラムは郡庁所在地とはならず、郡庁舎として北側の土地を売却した。
この土地がウィンストンとなり、産業の中心地として急速に発展した。
1857年、教会はついに行政から離れることとなり、住民が土地を買うことができるようになった。セーラムは法的に自治体となった。
1913年、セーラムは近くのウィンストンと合併し、ウィンストン・セーラムとなった。当時アメリカ合衆国郵便公社に認められた、ハイフンのある唯一の自治体であった。
1948年、歴史的な古い町並みを再現し公開するプロジェクトが開始。ノースカロライナでは初めて、国内ではおそらく5番目と思われる。1950年、非営利団体オールド・セーラム社が建築物の保全、町の移築、博物館としての運営を行なうこととなった。
オールド・セーラムはセーラム・アカデミー及びセーラム大学の近くに位置している。

## オールド・セーラム・ミュージアム・アンド・ガーデンズ
オールド・セーラムは修復、再建され、歴史を忠実に再現し、18世紀から19世紀のモラヴィア教徒の生活と共に垣間見ることができる。ブリキ職人、鍛冶屋、靴屋、ガンスミス、製パン、大工などに扮したスタッフ達が当時に技術について解説。敷地内の70%の建物がオリジナルで生の歴史を披露している。
歴史的、考古学的研究からセーラムのアフリカ系アメリカ人にも焦点を当てている。モラヴィアンは奴隷達にも教育を施し、リテラシー技術だけでなく商業も教えた。セーラムのアフリカ系アメリカ人の民族性、文化的を理解することはオールド・セーラムでも重要な位置を占めている。

## 初期南部装飾美術館
初期南部装飾美術館(MESDA)は初期の南部の装飾美術を所蔵したモダンな建物である。メリーランド州、バージニア州、ノースカロライナ州、サウスカロライナ州、ジョージア州、ケンタッキー州、テネシー州で19世紀初頭に使用された家具、絵画、織物、セラミックス、銀製品、金属製品などが展示されている。

## 町
オールド・セーラムの町そのものが見所ではあるが、当時の大統領ジョージ・ワシントンが南部視察のためにノースカロライナ州を通った際に1791年5月31日と6月1日の2泊したセーラム・タヴァーンもその見所の一つである。その他にシングル・ブラザーズ・ハウス、ボーイズ・スクール、ウィンクラー・ベーカリー、売店などがある。
セント・フィリップ・モラヴィア教会の建物も特色がある。18世紀に墓地だった場所に、1816年に制定された州法により差別化されて1823年に建てられた黒人教会が現在再建されて建っている。アフリカ系アメリカ人がモラヴィア教徒となり、本教会に出入りする以前のことである。1861年、セント・フィリップ・モラヴィア教会は建てられた。現在修復されているが、元々セーラム在住の信徒により奴隷とアフリカ系アメリカ人の自由民のために建てられた。ノースカロライナでこうした目的のために建てられた黒人教会で現存する最古の物となる。1861年の南北戦争直前に完成し、1865年、オハイオ州第10連隊の従軍牧師により奴隷解放宣言がここで読まれた。1890年代、教会は拡張を続けた。1952年、信徒達は新しい場所へ移動し、この教会は第三の場所として存続したが、再建まで空き家のままであった。オリジナルのセント・フィリップ・モラヴィア教会は現在個別にアメリカ合衆国国家歴史登録財に登録されている。
オールド・セーラム歴史地区の一部として一角にはメイン・ホール、シングル・シスターズ・ハウス、長事務所と学生書籍店を兼ねたインスペクターズ・ハウスと共にセーラム大学及びセーラム・アカデミーの校舎があり、チャーチ・ストリートに下りるとすぐグラムリー・ライブラリーがある。ガヴァナーズ・スクール・オブ・ノースカロライナに通う高校生は毎年夏に大学寮に滞在する。
モラヴィア本教会は公式にはオールド・セーラムの一部ではないが、訪問者に門戸を開けている。モラヴィア教会南部管区と地区の中心であるセーラム・スクエアにより所有されており、夏季の音楽イベントなど年間を通して様々なイベントが行なわれている。広場の南西の角にある、1778年にセーラムのカトリック教会により修復された送水ポンプも有名である。
『イースター・シティ』と呼ばれるセーラムは、1772年より伝統的に毎年イースターの朝にモラヴィア信徒の早朝礼拝 が行なわれ、毎年何千人もの人々がセーラム・スクエアとモラヴィア墓地に集まる。12月の最初の2週間、シングル・ブラザーズ・ハウスでモラヴィア本教会女性団体により地域の慈善団体の寄付金集めのためのキャンドル・ティのイベントが行なわれる。
オールド・セーラムには夏季にファイブ・イエスタデイズという3年生から9年生までの子供向けプログラムがあり、デイキャンプが行なわれる。

## 観光案内所
2003年、オールド・セーラム観光案内所が建てられ、ここで入場券を購入することができる。ワコビアとセーラムの歴史を解説するパネルが貼ってある蛇紋石グラスに沿った広いコンコース がある。元々のデザインはヴェンチューリ・スコット・ブラウンが行い、地元の事務所数社が完成させた。館内には飲食店、ギフト・ショップ、公会堂がある。公会堂には1800年製タンネンベルク・オルガンがある。
1964年製の観光案内所と駐車場は18世紀のシングル・ブラザーズ・ガーデンの再現のために取り壊された。

## コーヒー・ポット
オールド・セーラムだけでなくウィンストン・セーラム全体から見ても、1858年、モラヴィア信徒であるサミュエルとジュリアスのミッキー兄弟が元々ブリキ職人店の看板のために作ったスズ製のコーヒー・ポットは人気がある。コーヒー740ガロン(2801リットル)分と言われるこのポットは元々ベルーズ・ストリートとメイン・ストリートの交差点にあった彼らの店の前にあった。この場所はウィンストンとセーラムが合併する前の境界線であった。1913年に合併し、このポットは合併のシンボルとなった。
このポットは交通事故により何度も倒された。1920年、制御不能になった車がまた突っ込みポットは倒れ、ついに道路上の危険な広告に対する法と交通安全の見地により撤去されることとなってしまった。ヘンリー・フライズとモラヴィア司教エドワード・ロンテイラーが中心となるワコビア歴史協会に率いられた住民からの抗議により修復されたが、車道から離れた安全な場所に移動することになった。1959年、州間高速道路40号線がベルーズ・ストリートとメイン・ストリートの場所を通ることになり、ポットは最終的な場所に移動された。このコーヒーポットは現在ウィンストン・セーラム市が所有し、オールド・セーラム北端のオールド・セーラム・ロード、メイン・ストリート、ブルックタウン・アヴェニューに形作られる安全地帯に位置している。